# يوشيهيتو فوجيتا
يوشيهيتو فوجيتا (باليابانية: 藤田 祥史) (13 أبريل 1983 في كوبه في اليابان – )؛ هو لاعب كرة قدم ياباني سابق كان يلعب كمهاجم.

## وصلات خارجية
- يوشيهيتو فوجيتا على موقع رابطة كرة القدم اليابانية للمحترفين (اليابانية)
- يوشيهيتو فوجيتا على موقع قاعدة بيانات كرة القدم.إي يو (الإنجليزية)
- يوشيهيتو فوجيتا على موقع Soccerway.com (الإنجليزية)
- يوشيهيتو فوجيتا على موقع عالم كرة القدم.نت (الإنجليزية)
- يوشيهيتو فوجيتا على موقع كووورة